# Piazza del Mercato (Wismar)

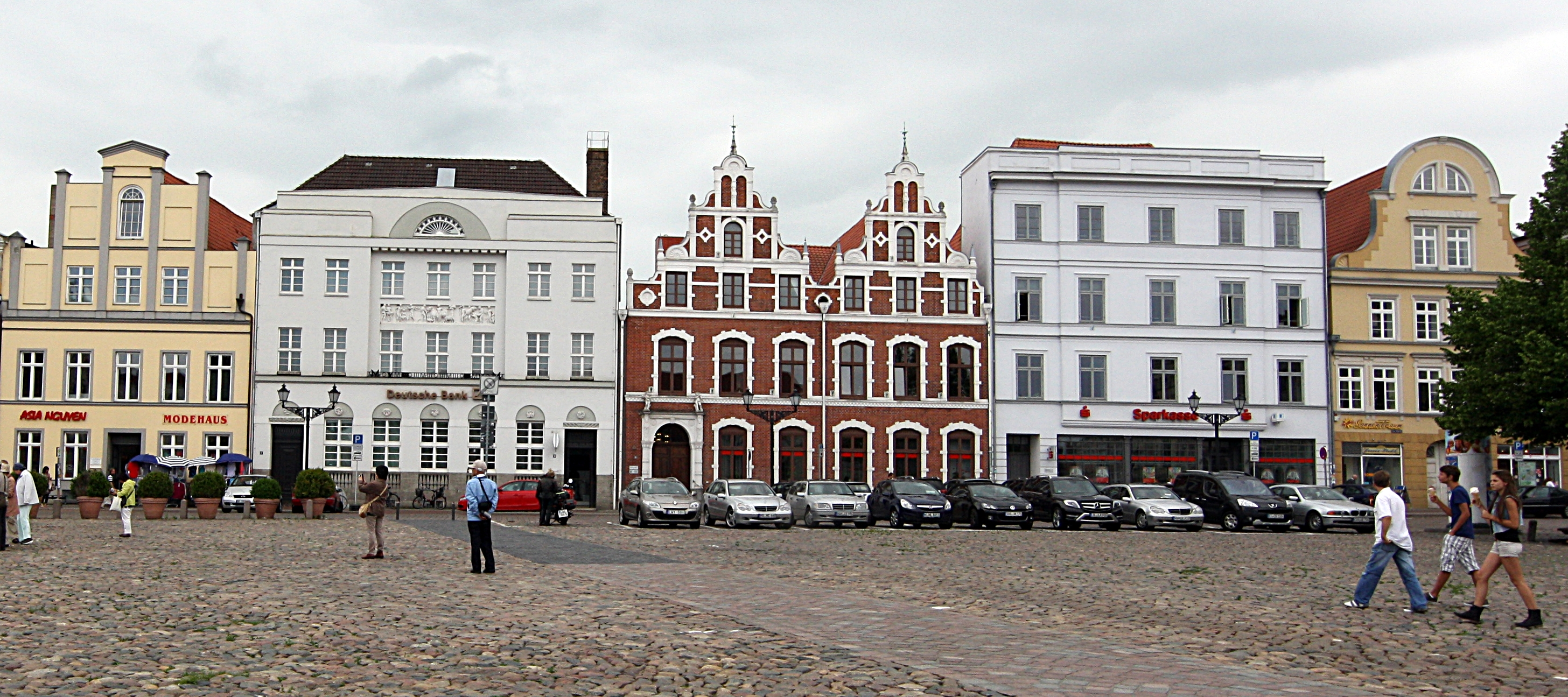
Veduta della piazza del mercato di Wismar con la Kommandantenhaus

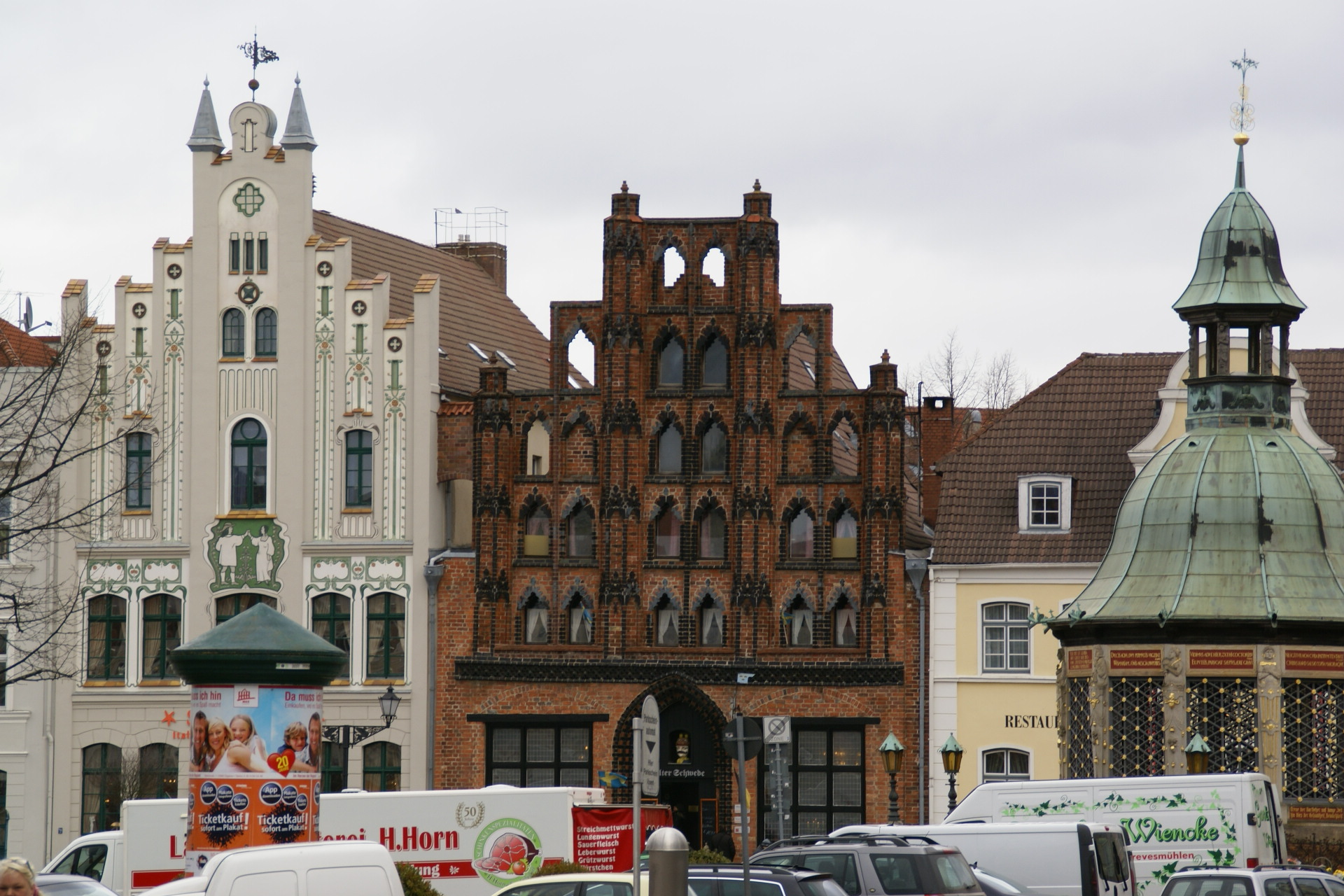
Veduta della piazza del mercato di Wismar con la fontana e l'Alter Schwede

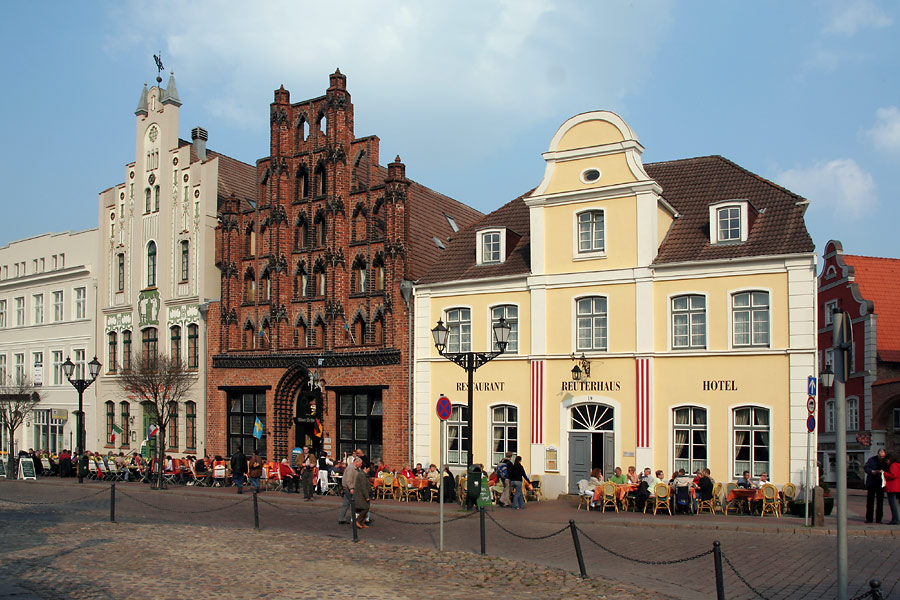
Altra veduta della piazza del mercato di Wismar con la Staffgiebelhaus, l'Alter Schwede e la Reuterhaus

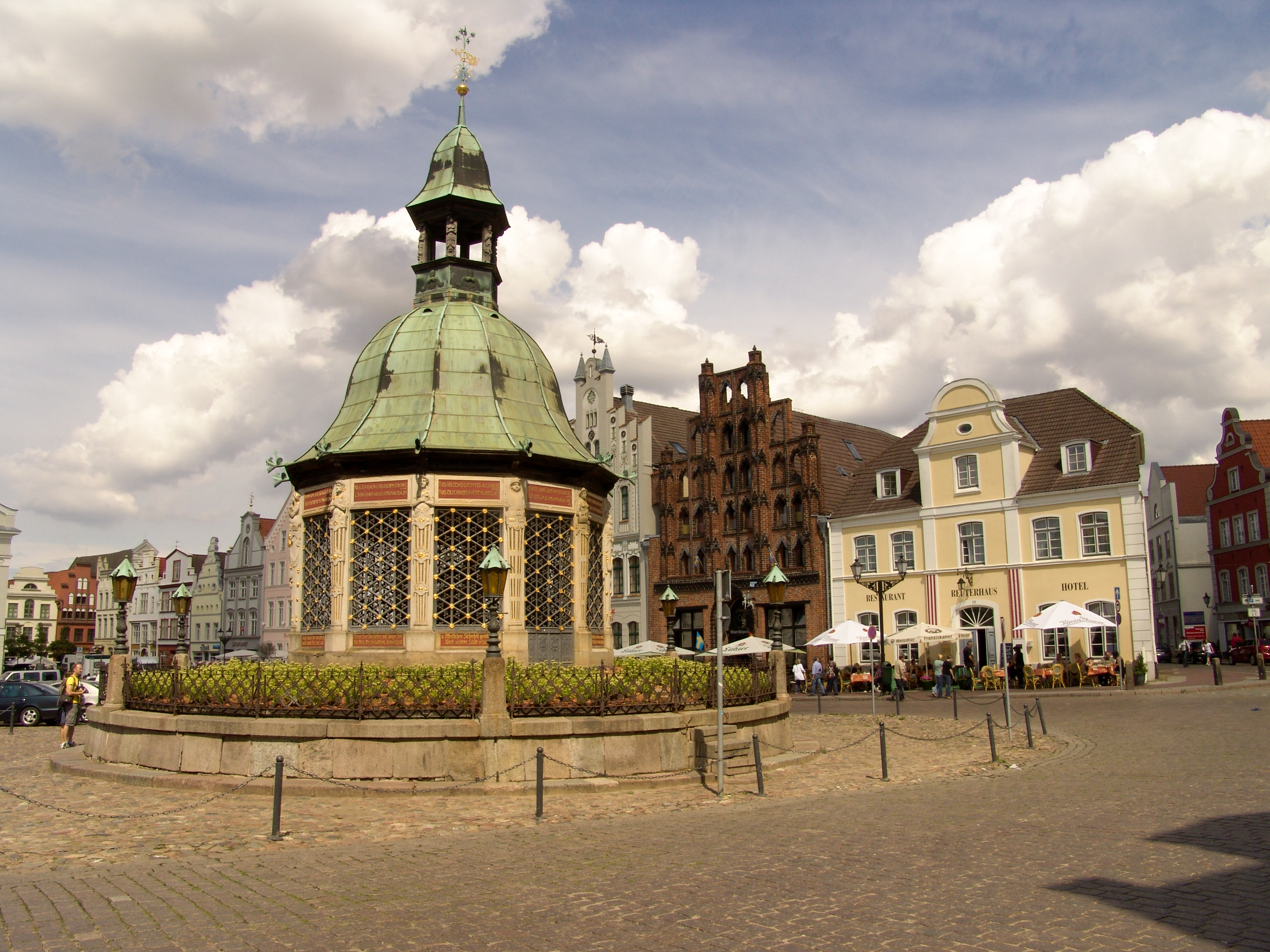
La fontana

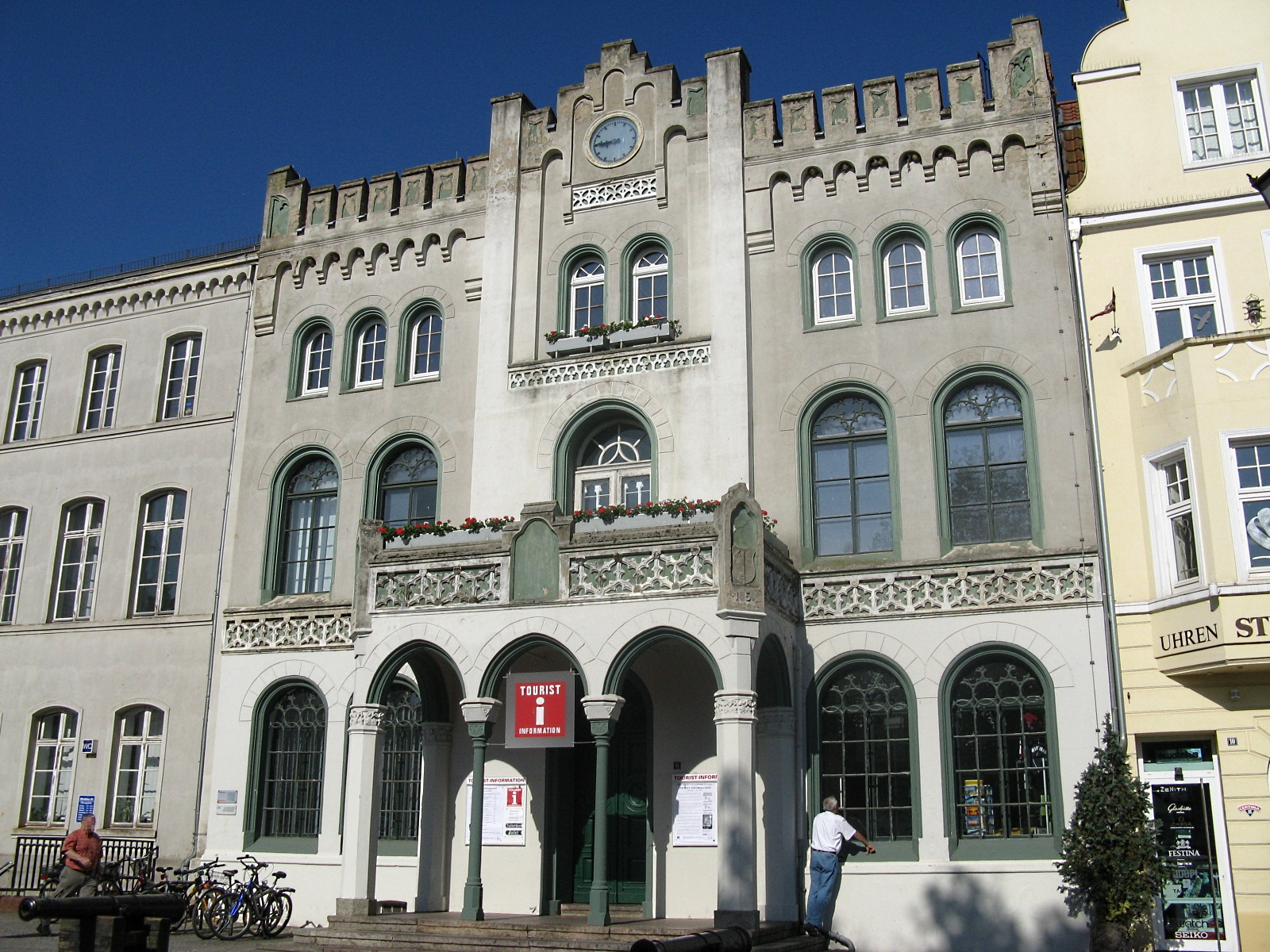
La Hauptwache

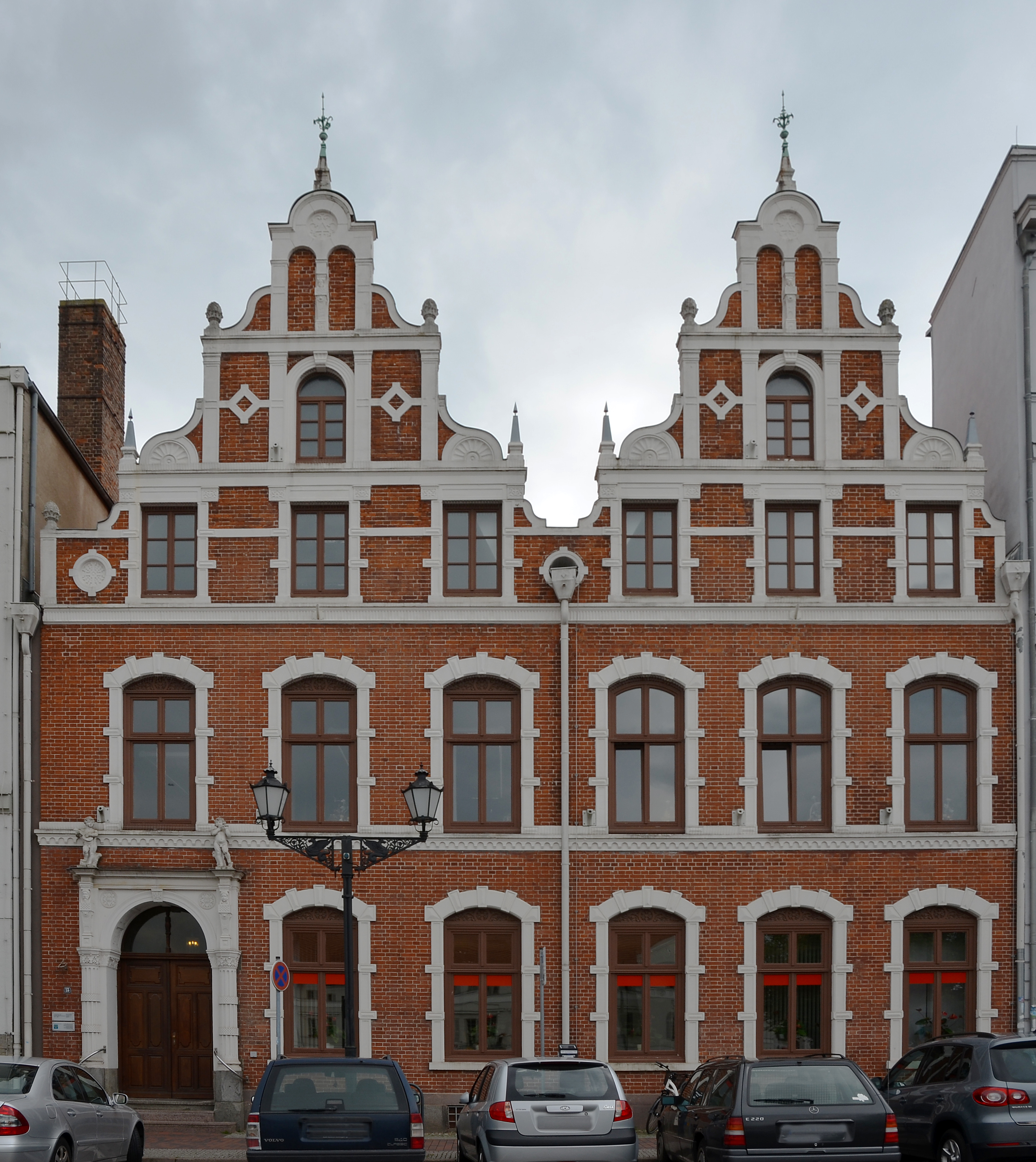
La Kommandantenhaus

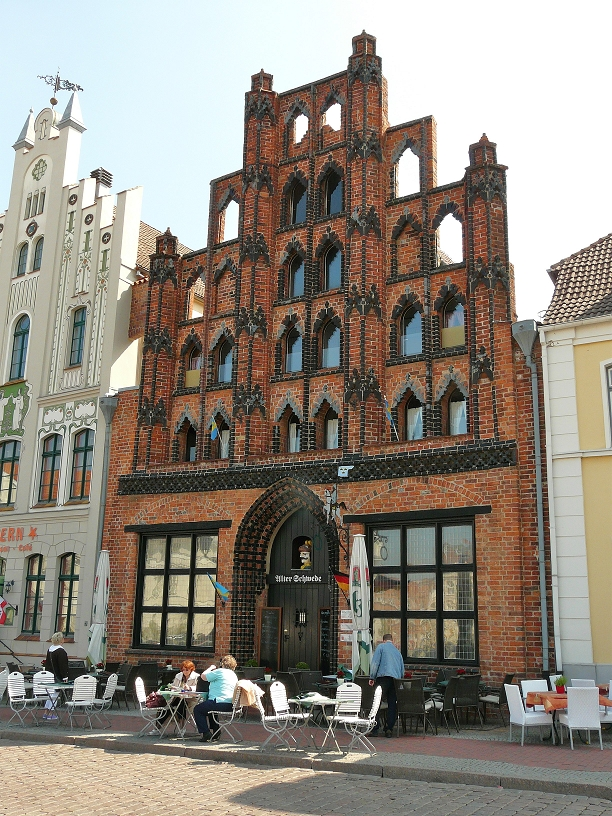
L'Alter Schwede

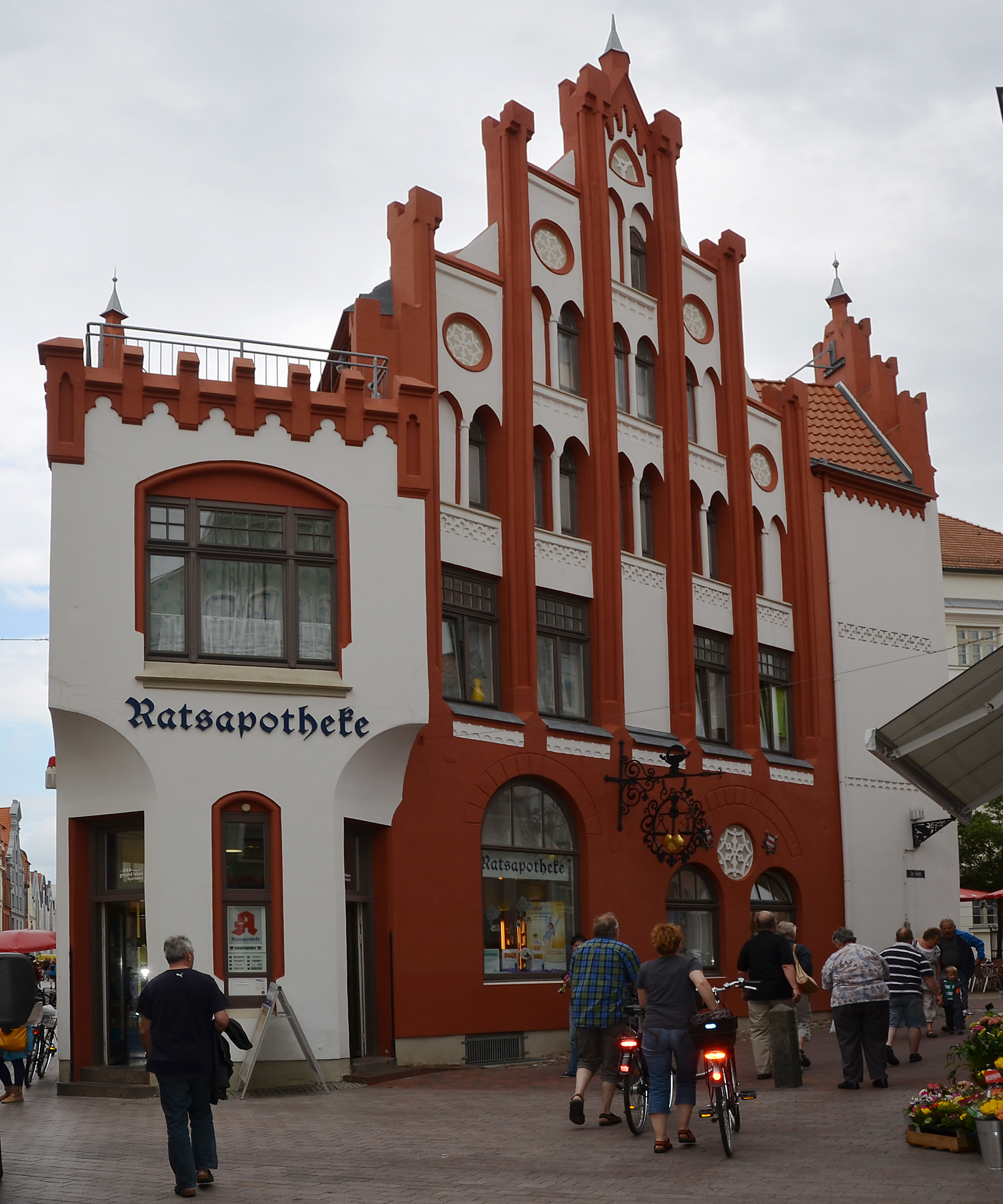
La Ratsapotheke

La Piazza del Mercato (in tedesco: Markt) è una piazza della città tedesca di Wismar, nel Land Meclemburgo-Pomerania Anteriore (Germania nord-orientale): con i suoi 10000 metri quadrati di superficie, è la più grande piazza del mercato della Germania Settentrionale  e una delle piazze del mercato più grandi della Germania. Dal 2002 è inclusa, unitamente al resto del centro storico e del porto della città, nel patrimonio mondiale dell'UNESCO.

## Descrizione
Il Markt di Wismar si trova a sud della Lübschestraße.
Lungo la piazza si ergono numerosi edifici storici in stile classico e barocco. Tra i principali edifici, figurano il municipio, la fontana, la Hauptwache, l'Alter Schwede, la Kommandantenhaus, la Ratsapotheke e la Reuterhaus.

## Storia
Nel 1350 un incendio distrusse completamente il municipio, che si trovava nel lato orientale della piazza. Al suo posto, venne costruito un nuovo municipio in stile neogotico, che sarebbe poi stato gravemente danneggiato nel 1807 dal crollo del tetto e che quindi dovette a sua volta essere ricostruito (v. anche la sezione "Municipio").
Fino al 1799, nella piazza trovava posto anche la prigione cittadina.

## Monumenti

### Municipio
Tra i principali edifici del Markt, figura il municipio di Wismar (Wismarer Rathaus), situato lungo il lato settentrionale della piazza.
L'edificio venne realizzato tra il 1817 e il 1819 su progetto dell'architetto Johann Georg Barca. Per la costruzione, vennero utilizzate alcune parti del municipio preesistente, andato distrutto nel 1807 (v. anche la sezione "Storia").

### Fontana
Altro edificio d'interesse del Markt è la Wasserkunst (fontana), situata nel lato sud-orientale della piazza.
La fontana venne realizzata nel 1602 dallo scultore di Utrecht Philipp Brandin.
Questa fontana sostituì una preesistente fontana in legno, che risaliva al 1563, e la cui costruzione si era resa necessaria per il crescente bisogno d'acqua della popolazione, bisogno che in precedenza veniva soddisfatto dal lavoro di portatori d'acqua. La nuova fontana garantì quindi l'approvvigionamento di acqua ai cittadini di Wismar fino alla fine del XIX secolo.
La fontana è a forma di tempietto con una cupola in rame.

### Hauptwache
Altro edificio d'interesse è la Hauptwache o Stadtwache, l'edificio che ospitava il corpo di guardia cittadino, realizzato tra il 1857 e il 1858 nel luogo dove sorgeva la prigione cittadina, demolita nel 1799.
Di fronte alla facciata principale, si trovano due cannoni risalenti all'epoca della dominazione svedese.

### Kommandantenhaus
Altro edificio d'interesse è la Kommandantenhaus, un edificio a doppia facciata di color rosso, risalente al XIX secolo.

### Alter Schwede
Altro edificio celebre del Markt è l'Alter Schwede (letteralmente: "vecchio svedese"), situato nel lato orientale della piazza.
Risalente al 1380 ca., è una delle più antiche case private della città. A partire dal 1878, la casa venne trasformata in un ristorante e da allora ha preso il nome di "Alter Schwede": il nome ricorda la dominazione svedese della città tra il 1648 e il 1803.
L'edificio presenta una facciata in mattoni in stile tardo-gotico.

### Reuterhaus
A fianco dell'Alter Schwede si trova la Reuterhaus.
In questo edificio, l'editore Dethloff Carl Hinstorff inaugurò la sua prima casa editrice.

### Ratsapotheke
Altro edificio storico del Markt è la Ratsapotheke: menzionata per la prima volta nel 1270, è la più antica farmacia della città.